# NGC 4772
NGC 4772 (другие обозначения — UGC 8021, MCG 0-33-18, ZWG 15.32, PGC 43798) — спиральная галактика (Sa) в созвездии Дева.
Этот объект входит в число перечисленных в оригинальной редакции «Нового общего каталога».
В галактике вспыхнула сверхновая SN 2012cu типа Ia, её пиковая видимая звездная величина составила 16,3.
В галактике вспыхнула сверхновая SN 1988E типа II. Её пиковая видимая звёздная величина составила 17.